# 3317 Parys
3317 Parys este un asteroid descoperit pe 26 mai 1984 de Carolyn Shoemaker și Eugene Shoemaker.